# Mycetina plumicornis
Mycetina plumicornis là một loài bọ cánh cứng trong họ Endomychidae. Loài này được Strohecker miêu tả khoa học năm 1967.